# Cerosora
Cerosora es un género con 2 especies de helechos perteneciente a la familia Pteridaceae.

## Taxonomía
Cerosora fue descrito por Karel Domin y publicado en Acta Botanica Bohemica 8: 3. 1929. La especie tipo es: Cerosora chrysosora (Baker) Domin. 

## Especies
- Cerosora chrysosora (Baker) Domin
- Cerosora microphylla (Hook.) R.M.Tryon